# Руге, Фридрих
Фридрих Оскар Руге (нем. Friedrich Oskar Ruge; 24 декабря 1894, Лейпциг — 3 июля 1985, Тюбинген) — немецкий адмирал, историк, внук Софуса Руге.

## Биография
Руге учился в лейпцигской школе Святого Фомы. На флот поступил в 1914 году. Участвовал в Первой мировой войне. По окончании войны остался служить на флоте в качестве минного офицера. С 1937 года командовал тральщиками.
21 октября 1940 года награждён Рыцарским крестом.
С февраля 1941 года руководитель морской обороны на Западе. С мая по август 1943 года командующий ВМС в Италии. Позже представитель ВМС при главнокомандующем группы армий «Б». С ноября 1944 года — начальник Конструкторского управления ОКМ.
После окончания войны продолжил службу в восстанавливающихся ВМС ФРГ. С 1 марта 1956 года. инспектор (главнокомандующий) ВМФ ФРГ.
30 сентября 1961 года вышел в отставку.
Автор нескольких книг по военно-морской истории, некоторые из которых в последнее время переведены на русский язык.